# Porodní asistence

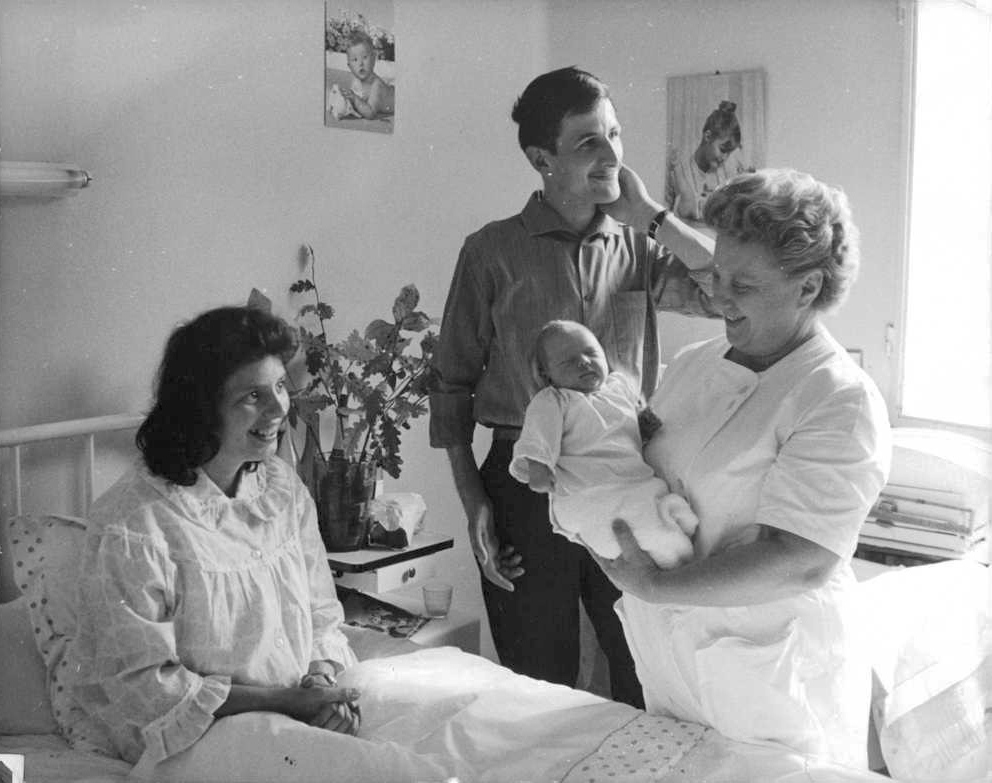

Porodní asistence je věda o zdraví a zdravotní profese, která se zabývá těhotenstvím, porodem a porodním obdobím (včetně péče o novorozence), dále sexuálním a reprodukční zdravím žen po celý jejich život. V mnoha zemích je porodní asistence zvláštní zdravotnickou profesí (pro její nezávislé a specializované vzdělávání; nemělo by být zaměňováno s lékařskou specializací). Odborná osoba porodní asistence je známá jako porodní asistentka.
V Cochrane přezkumu z roku 2013 se dospělo k závěru, že by „měly být většině žen nabízeny modely kontinuální péče vedené porodními asistentkami a ženy by měly být vybízeny, k tomu aby požadovaly tuto možnost, přičemž při uplatňování tohoto doporučení by se mělo u žen se závažnými zdravotními nebo porodnickými komplikacemi postupovat obezřetně". Při přezkumu bylo zjištěno, že péče vedená porodními asistentkami byla spojena se sníženým používáním epidurální anestézie, s menším počtem epiziotomií a operativních porodů a se sníženým rizikem potratu před 24. týdnem těhotenství. Péče vedená porodními asistentkami byla také spojena s průměrně delší dobou porodu.